# یوگنی اوسینوفسکی
یوگنی اوسینوفسکی (استونیایی: Jevgeni Ossinovski؛ زادهٔ ۱۵ مارس ۱۹۸۶) سیاست‌مدار اهل استونی است.
وی از سال ۲۰۱۵ تا ۲۰۱۸ وزیر امور اجتماعی و از سال ۲۰۱۴ تا ۲۰۱۵ وزیر آموزش و تحقیقات بوده‌است.